# 森下正美
森下 正美（もりした まさみ、1952年6月26日 - ）は、日本のプロゴルファー。

## 来歴
1984年のアコムダブルスでは古木譲二とペアを組み、初日を菊地勝司&浅井教司ペア・新関善美&藤木三郎ペア・高橋五月&横島由一ペアと並んでの4位タイでスタートした。
1985年の千葉オープンでは初日を長谷川勝治・加瀬秀樹・大町昭義・野口茂・久保田剛司・石井秀夫を抑えて首位でスタートし、最終日には文山義夫・小林富士夫・野口・加瀬を抑えて長谷川の2位に入った。富山県オープンでは入江勉・金本章生・石井と並んでの7位タイに入った。
1988年のNST新潟オープンでは初日を6アンダー66で友利勝良・鈴木弘一と並んでの首位タイでスタートし、2日目には友利と共に泉川ピート・船渡川育宏・芹澤信雄、デビッド・イシイ（アメリカ）と並んでの6位タイ、3日目には芹澤らと並んでの8位タイに着けた。
1989年の関東プロでは3日目に通算5アンダー211で室田淳・高橋勝成・羽川豊と並んでの9位タイに浮上し、安田春雄とペアを組んだアコムダブルスでは3日目に62で泉川&江本光ペアと並んでの5位タイに着け、最終日には須藤聡明&青柳公也ペア、ロジャー・マッカイ&ウェイン・スミス（オーストラリア）ペアに次ぐ3位に入った。
1990年の富山県オープンでは最終日に69をマークして3位に入り、1992年のよみうりサッポロビールオープンを最後にレギュラーツアーから引退。